# دي حقلي (العدين)

تعديل مصدري - تعديل

دي حقلي محلة تابعة لقرية ذي معيد، التابعة لعزلة شلف بمديرية العدين إحدى مديريات محافظة إب في الجمهورية اليمنية، بلغ تعداد سكانها 125 حسب تعداد اليمن لعام 2004.